# Busso XVI von Alvensleben
Busso XVI von Alvensleben (Zichtau, 7 giugno 1792 – Coburgo, 28 ottobre 1879) è stato un militare tedesco.

## Biografia
Apparteneva ad un'antica famiglia nobile di origini sassoni e prussiane detenente il titolo comitale. Busso apparteneva ad un ramo sassone della famiglia Alvensleben e discendeva dal generale Achaz Heinrich von Alvensleben, ma la sua famiglia era molto legata a quelle dei von Prittwitz, essendo suo padre nipote di Joachim Bernhard von Prittwitz.
Von Alvensleben fu educato fin dalla giovinezza al mestiere della armi nell'esercito sassone, avendo come istruttore l'ex generale Sylvius von Poser e come compagno di studio suo cugino Robert von Prittwitz. Alfiere in un reggimento di ussari, partecipò alle guerre contro Napoleone come ufficiale dell'esercito sassone, prima tenente e poi capitano, ma quando l'esercito sassone si arrese ai francesi e il re di Sassonia fece la pace con Napoleone, von Alvensleben, che era un ardente patriota, si unì ai corpi franchi del generale Ferdinand von Schill, operando attivamente con la guerriglia popolare in Prussia, in Meclemburgo e in Sassonia. Dal 1810, dopo la morte del fratello maggiore, ricevette il titolo di conte, e fu nominato comandante militare delle fortezza sulla Weser e colonnello da Federico Augusto I, re di Sassonia.
Successivamente combatté contro i francesi durante la campagna di Sassonia del 1813. Von Alvensleben partecipò poi al congresso di Vienna rappresentando la Sassonia e poi decise di studiare all'Università di Jena. Ebbe, in seguito, molti importanti incarichi alla corte sassone, tra i quali quello di Maresciallo delle Stalle di Sassonia (equivalente al titolo di mastro di posta generale), eccellenza nel 1840, aiutante di campo del re nel 1847 e dieci anni dopo generale maggiore ed eccellenza e infine Hofmarschall ("Maresciallo di corte").
Successivamente fu convinto da un cugino, Carl von Prittwitz, che era un personaggio importante alla corte di Nicola I, a divenire ambasciatore del ducato di Sassonia-Coburgo-Gotha a San Pietroburgo e pensò di combinare il matrimonio tra il ventenne principe Alberto di Sassonia-Coburgo-Gotha, figlio del suo signore il duca Ernesto I di Sassonia-Coburgo-Gotha, e la diciassettenne granduchessina Olga, figlia dello zar Nicola I. Questo progetto di matrimonio però fallì, e allora von Alvensleben, ministro degli esteri del ducato, finanziò il matrimonio tra Alberto e Vittoria d'Inghilterra.